# ورزشگاه کاسترین
ورزشگاه کاسترین {{فنلاندی|Castrén) یک ورزشکاه فوتبال در فنلاند است که در اولو، فنلاند واقع شده‌است.